# Horde (band)
 Denne artikel omhandler bandet "Horde". Opslagsordet har også en anden betydning, se Horde.
Horde var et kristent black metal-projekt fra Melbourne i Australien. Bandets eneste medlem, som gik under navnet Anonymous, havde tidligere spillet i Mortification og Paramæcium. Projektet var aktivt i 1994, da dets eneste album Hellig Usvart blev udgivet gennem Nuclear Blast, og senere i 2007, da 'bandet' spillede sin eneste livekoncert nogensinde i Oslo. Hellig Usvart viste sig at blive en skelsættende udgivelse for den kristne black metal-bevægelse, og albummet skabte ophedede debatter på den ellers normalt antikristne black metal-scene da det blev udgivet.

## Diskografi

### Studiealbum
- 1994: Hellig Usvart

### Livealbum
- 2007: Alive in Oslo
- 2007: The Day of Total Armageddon Holocaust (dvd)